# فيليب باش
فيليب باش هو موزع سويسري، ولد في 1974 في Saanen ‏ في سويسرا.

## وصلات خارجية
- فيليب باش على موقع ميوزك برينز (الإنجليزية)